# Franco Ossola
Franco Ossola (* 23. August 1921 in Varese; † 4. Mai 1949 in Superga) war ein italienischer Fußballspieler, der auf Vereinsebene für den FC Varese und den AC Turin spielte und Teil der berühmten Mannschaft des Grande Torino war. Fünfmal italienischer Meister geworden, fand er wie fast alle seiner Mannschaftskameraden beim Flugunfall von Superga den Tod.

## Karriere
Franco Ossola, geboren 1921 in der lombardischen Stadt Varese, begann mit dem Fußballspielen beim dortigen Verein FC Varese. Nachdem er die Jugendabteilungen des Klubs durchlaufen hatte, wurde Ossola im Jahr 1938 in die Erwachsenenmannschaft des FC Varese aufgenommen. Hier kam er in seiner ersten Spielzeit auf neun Einsätze im Rahmen der Serie C, in denen ihm drei Torerfolge gelangen. 
Ferruccio Novo, der Präsident der AC Turin, wurde auf den jungen Angreifer aufmerksam und engagierte ihn. Die AC Turin war im Vorjahr italienischer Vizemeister geworden und stand im Begriff, sich zu einem absoluten Topteam zu entwickeln. In den ersten beiden Spielzeiten von Franco Ossolas Anwesenheit im Stadio Filadelfia wurden jedoch nur Platzierungen im Mittelfeld der Serie A erreicht. Ab den Jahren 1941 und 1942 änderte sich das Bild aber. Ferruccio Novo gelangen eine Reihe hochkarätiger Transfers; so verpflichtete er 1941 Pietro Ferraris von Ambrosiana-Inter, 1942 Valentino Mazzola und Ezio Loik von der AC Venedig. Die Erfolge stellten sich bald ein, und in der 1942/43 holte die AC Turin die erste Meisterschaft seit Einführung der Serie A. Ein Zähler trennte die Mannschaft vom US Livorno, der auf dem zweiten Tabellenrang zu finden war. 
Aufgrund des Zweiten Weltkrieges und der Unruhen in Italien wurde der Spielbetrieb in der Folge für zwei Jahre ausgesetzt; erst 1945/46 fand wieder eine offizielle italienische Fußballmeisterschaft statt. Von 1945 an entfaltete sich die Mannschaft der AC Turin zu ihrer vollen Bedeutung und ging als Grande Torino in die italienische Fußballgeschichte ein. Man wurde bis 1949 noch vier weitere Male in Serie relativ sicher italienischer Meister und zeichnete sich vor allem durch sehr große offensive Stärke aus; zu ihren Hochzeiten erzielte die Turiner Mannschaft mehr als hundert Tore pro Saison. Zu der Angriffsreihe um Mazzola, Romeo Menti und Guglielmo Gabetto gehörte auch Franco Ossola, der in seinen Jahren bei Torino auf 175 Ligaspiele kam und in diesen insgesamt 85 Mal traf. Vor allem in den Meisterjahren 1946 und 1947 war Ossola besonders erfolgreich.

## Tod und Ehrungen
Nachdem der erste Platz auch in der Serie A 1948/49 durch ein 1:1-Remis gegen die AS Bari sichergestellt war, vereinbarte Torinos Präsident Novo ein Freundschaftsspiel gegen Benfica Lissabon in Portugal. Auf dem Heimweg prallte die Maschine bei starkem Nebel kurz vor der Landung gegen eine Kirche auf dem Hügel Superga im Stadtgebiet Turins. Alle Insassen des Flugzeugs kamen bei dem Unfall ums Leben, so auch der 27-jährige Franco Ossola. Mit ihm und den anderen Opfern starb auch eine große italienische Fußballmannschaft; die Erfolgsserie des AC Turin war für immer beendet. Es dauerte bis ins Jahr 1976, ehe man wieder den Scudetto gewinnen konnte. Ossola wurde auf dem Cimitero monumentale di Torino beigesetzt. Vor dem Stadion des Varese Calcio SSD, das seinen Namen trägt, steht ein Gedenkstein für Franco Ossola.
Nach seinem Tod in Superga erfuhr Franco Ossola postume Ehrungen. So benannte sein Heimatverein FC Varese (heute: Varese Calcio SSD) sein Stadion, das vormals Stadio del Littorio hieß, bereits 1950 im ersten Jahr nach dem Flugunfall in Stadio Franco Ossola um.

## Erfolge
- Italienische Meisterschaft: 5 Mal

1942/43, 1945/46, 1946/47, 1947/48 und 1948/49 mit dem AC Turin
- Italienischer Pokalsieg: 1 Mal

1942/43 mit dem AC Turin